# Thecla uterkudante
Thecla uterkudante är en fjärilsart som beskrevs av Druce 1907. Thecla uterkudante ingår i släktet Thecla och familjen juvelvingar. Inga underarter finns listade i Catalogue of Life.